# فريديريك بيتريديس
فريديريك بيتريديس (26 سبتمبر 1903- 12 يناير 1983)، قائدة أوركسترا بلجيكية أمريكية وعازفة كمان. أسست في عام 1933 الأوركسترا الكلاسيكية في نيويورك التي تألفت من موسيقيات إناث، وظهرت أعمال لملحنين أمريكيين لم يسبق لهم أن ظهروا في ذلك الحين، مثل بول كريستون، صامويل باربر، وديفيد دايموند، الذين أصبحوا اليوم مشهورين على نطاق واسع، كما حررت ونشرت نشرات إخبارية بعنوان (المرأة في الموسيقى) والتي سلطت الضوء على أنشطة الموسيقيين النساء المهنية على مر العصور.
كما أسست العديد من سلسلة الحفلات في مانهاتن، بما في ذلك حفل الأوركسترا الغربي، سمفونية جمعية الطالب في نيويورك، وحفلات كارل شورز بارك.

## الرائدة والمدافعة
في عام 1933، عندما قدمت فريديريك بيتريديس لأول مرة أوركسترا كلاسيكية، لم يكن قد سُمع تقريباً عن وجود امرأة لتكون قائدة أوركسترا من قبل، وحتى في ختام حياتها المهنية، في عام 1977، لم يتغير الكثير في هذا الصدد. كانت بيتريديس رائدة، باعتبارها واحدة من قائدات الأوركسترا الأُوَل، وكانت إحدى النساء المكافحات لتحصيل حقوق المرأة للنهوض بالموسيقيات بشكل عام، من خلال أدائها ونشرها مقالات في الولايات المتحدة وعلى الصعيد الدولي في النشرات الإخبارية بمجلة النساء في الموسيقى.

## البدايات والتأثيرات

### في بلجيكا
ولدت فريدريك جين اليزابيث بيترونيلا ماير، لتعيش حياة فاخرة في أنتويرب، بلجيكا يوم 26 سبتمبر 1903، وأصبح لها في وقت لاحق شقيقان اثنان، جان وغوتفريد.
كانت ابنة جوزيف هاينريش فريدريش ماير، وهو صناعيّ بارز وجامع تحف فنية، وسرفين سبكهتس ماير، عازفة بيانو معروفة، مؤلفة ومعلّمة في الكونسرفرتفلور في بروكسل، حيث كانت أيضاً رسامة ومصورة.
أثناء نمو فريديريك (معروفة بريكي للأصدقاء والأقارب) وبحسب ذاكرة أخيها جان عام 1957، كان والدهما رسميًا جداً بطريقة لباسه وتعامله وكان كبيرًا بشكل كاف ليكون كجدّهما، كان لها والدتان في وقت واحد سرفين، التي شهدت تنميتها الفنية. وصديقتها المقربة منذ الطفولة، جين فرانسوا شنك، التي كانت معروفة بغوديل (بالألمانية البافارية عرابة). عاشت غوديل معهم، وساعدت المربية فريولين كلارا بتدبير الأمور اليومية. كما كانت مسؤولة عن تعليمهم المدرسي، ونتيجة لذلك تم إعطاء ثلاثتهم علامات علمية عالية عندما دخلوا في نهاية المطاف إلى المدرسة الألمانية في جيرتري أنتويرب، والتي تُعتبر واحدة من أفضل المدارس الخاصة في المدينة. كتب جان ماير عن والدهم، ووالدتهم، وغوديل: «عدد قليل من الناس يكونون محظوظين للغاية في اختيار شركائهم في وقت مبكر».
قضت فريديريك العديد من الأيام في كيتشبورغ (كلمة ألمانية تعني قلعة كيتش) في منزل الأسرة الريفي في مدينة كابيلينبوش، في ضاحية أنتويرب. هناك استكشف الأطفال الطبيعة، لعبوا مع الحيوانات المستأنسة والبرية، اخترعوا ألعابًا خيالية، واستكشفوا أسراب النحل بالإضافة إلى خلايا نحل والدتها.
جانب آخر من جوانب تنشئة فريديريك هو عزلة العائلة إذ كان والدها ألمانيًا، لعائله قوية وأرستقراطية (أجداده الأمهات من فون فيتجنستينس وجدته ولدت في شفاهوشن).
رُفض زواجه من الموسيقارة البلجيكية، سرفين سبكهتس، باستثناء شقيقه، وبعد أغسطس، انتهت جميع الاتصالات معه. في وقت لاحق أيضاً، ومع ظهور الحرب العالمية الأولى، لم يرغب معظم أصدقاء مايرز البلجيكيين في الحفاظ على صداقتهم من مغترب ألماني.
واصلت ريكي تدريبها الموسيقي طوال الوقت، درست الكمان باعتبارها واحدة من ثلاثة طلاب من القطاع الخاص التي قُبلوا من قبل كريكبد ماتيو الذي عزف الكمان في سلسلة ياساي الرباعية الشهير.
علمتها والدتها نظرية الموسيقى والتأليف، وكانت سيبشتس تستعد للمنافسة على جائزة بلجيكا الكبرى في روما إلا أن والديها منعاها. كانت تعتقد بيتريديس أن موهبة والدتها الضائعة هي التي دفعتها للعمل من أجل النهوض بالموسيقيات الإناث، كما فعلت في الثلاثينيات والأربعينيات.

### في نيويورك
في عام 1923، هاجرت ريكي إلى الولايات المتحدة حيث التحقت في صف قيادة الأوركسترا في جامعة نيويورك، لأن الأوركسترا كانت متاحة لها هناك ويمكن ممارستها. كما عزفت على الكمان بشكل منفرد، وأعطت دروسًا في الكمان ودربت عازفي الآلات الوترية.
وبعد سنوات، عام 1950-1956 وفي دعوة من قائد أوركسترا يعجبها بشدة ديميتري ميتروبولوس، رغبت بحضور بروفا نيويورك لمحبي الموسيقى، وتشاورت معه، ما أدى لتعزيز تنميتها بوصفها قائدة أوركسترا.

## الأوركسترا
في عام 1931، تزوجت الصحفي بيتر بيتريديس، الذي دعم بإخلاص حياتها المهنية، وشجعها على العثور على الأوركسترا الكلاسيكية. في عام 1933، أصبح مدير ووكيل إعلامي (مروّج). شاركت كل نساء غرفة الأوركسترا في أعمال بيتريديس، قدمت خمس إلى ست حفلات سنوياً في قاعة كارنيجي، قاعة الموسيقى، وهي الآن قاعة هول ريتال. في عام 1942، سميت الأوركسترا الكلاسيكية اسم أوركسترا نيويورك.
تحت قيادة مدام بيتريديس انتشرت بشكل واضح وصلات مُجمّعة لمؤلفاتٍ غير شهيرة لعمالقة الفن الكلاسيكي مع عروض لقطع موسيقية لمؤلفين أمريكيين شهرتهم قليلة نسبيًا مثل سامويل باربر و بول كريستون والمؤلف البريطاني رالف فاوخين وعندها دخلت هذه الأعمال إلى الذاكرة الموسيقية.
من عام 1935 إلى 1940، وبمساعدة زوجها، حررت فريدريك بيتريديس ونشرت أوركسترا المرأة في الموسيقى في النشرات الإخبارية،حيث عرضت سلسلة فريدة من نوعها، تابعت أنشطة الموسيقيين من النساء في العصور القديمة إلى الوقت الحاضر.

## طلب النساء الموسيقيات
تألفت أوركسترا نيويورك من عازفات نساء غير عاديات، لكن أدت الحرب العالمية الثانية لوجود بعض الشواغر لذلك توفرت لهن فجأة وظائف في الأوركسترا لأداء السيمفونية الرئيسية.
اختارت بيتريديس التي لم ترد أن تحبط من تقدم عازفيها إيقاف الأوركسترا، وقامت بإحياء أدائها الأخير في عام 1943.

## نشاطاتها
منذ ذلك الحين وحتى نهاية حياتها المهنية في عام 1977، أنشأت فريدريك بيتريديس فرقًا موسيقية مختلطة واستمرت في الكشف عن التراكيب غير المعروفة على نطاق واسع من قبل الملحنين الكلاسيكيين، وقدمت أعمال ملحنين أمريكيين. في الثلاثينيات، أسست أوركسترا سمفونية وادي هدسون في تاريتاون في نيويورك، والتي ترأستها لمدة سبع سنوات.
ثم في عام 1956 و1957، أجرت حفلات موسيقية في ساحة بارك واشنطن، وفي عام 1958، أنشأت سلسلة موسيقية «بارك شورز» في مانهاتن الجانب الشرقي الأعلى لمدة خمس سنوات، وأدت مهرجان الأوركسترا السمفونية التي تألفت في المقام الأول من أعضاء نيويورك لمحبي الموسيقى.
في عام 1962، أنشأت حفلات المجتمع الغربي (أعيدت تسميتها بـ حفلات أوركسترا الجانب الغربي في 1968) في حديقة ريفرسايد، استمرت بقيادة مهرجان السيمفونية حتى عام 1977. كما أنها أنشأت جمعية سمفونية الطالب لمدينة نيويورك، التي قادتها لأحد عشر موسمًا ابتداءً من عام 1950، تم اختيار الأعضاء فيها وفقاً لمهاراتهم من سن التاسعة إلى التاسعة عشر.